# علم دراسة أصناف العنب

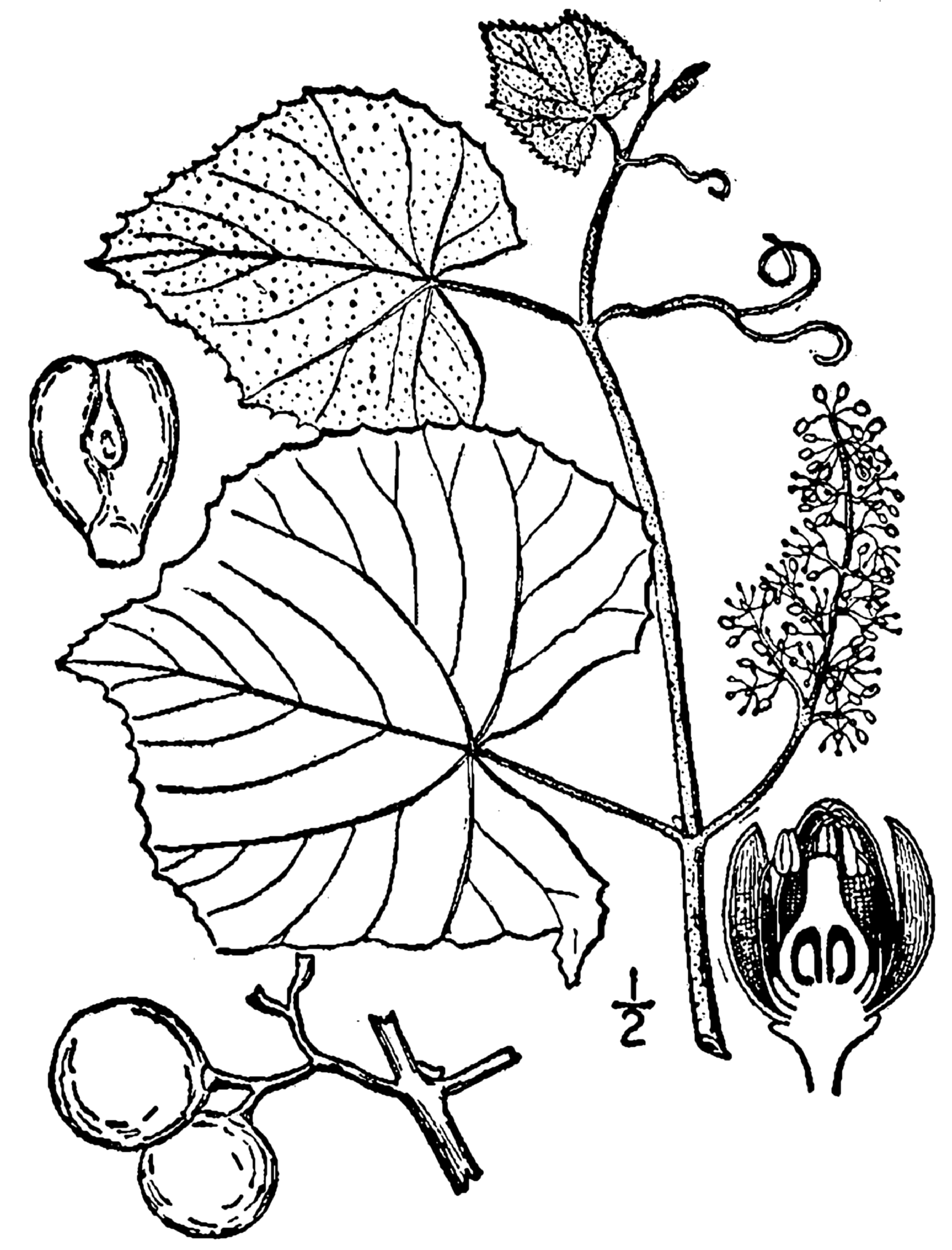
كرمة شفوية

علم دراسة أصناف العنب أو الجَفَانَة (بالإنجليزية: Ampelography)‏ (Αμπελος، «كرمة» + γραφος، «كتابة») هو فرع من فروع فروع علم النبات يختص بتحديد وتصنيف كرمات العنب. وعادةً ما يتم ذلك من خلال المقارنة بين أشكال وألوان أوراق الكرمات وحبات العنب؛ ولكن في الآونة الأخيرة، أحدثت دراسة الكرمات ثورة من خلال استخدام بصمات الحمض النووي في التعرف عليها.

## التاريخ المبكر

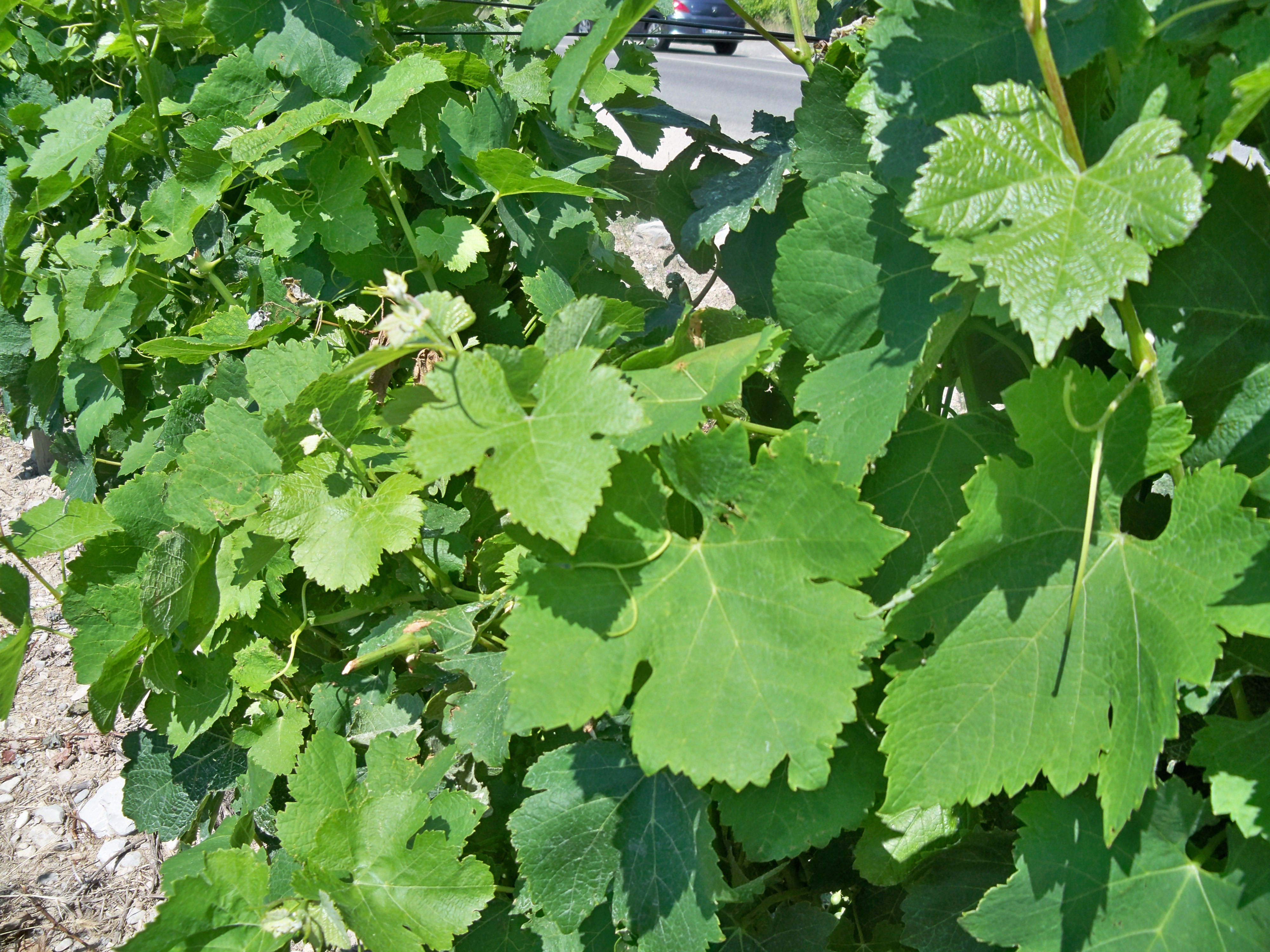
أوراق العنب

تمثل كرمة العنب نوعًا يضم بعض الأصناف المختلفة المتنوعة، مثل عنب بينو نوار|بينو، التي تحدث بها طفرة بشكل متكرر على وجه الخصوص. وفي نفس الوقت، أصبحت صناعة النبيذ وعنب المائدة ذات أهمية من قديم الزمان، لذا يمكن تحقيق مبالغ مالية ضخمة بالاعتماد على التحديد الصحيح للأصناف المختلفة من كرمات العنب وعمليات استنساخها.
ولقد بدأ علم دراسة أصناف العنب على نحو جاد في القرن التاسع عشر، عندما أصبح فجأة من الضروري فهم المزيد عن الأصناف المختلفة من العنب لما تتميز به من نظام مختلف للغاية في مقاومة الأمراض والآفات مثل آفة فيلوكسيرا.
وفي هذا الوقت، تم نشر العديد من الكتب التي تتناول التعرف على أنواع الكرمات، ومن بين هذه الكتب واحدًا من أعظم الكتب وهو علم دراسة أصناف العنب الفرنسي (Ampélographie française) للكاتب فيكتور ريندو عام 1857، حيث يضم الكتاب مجموعة جميلة من المطبوعات الحجرية الملونة المرسومة يدويًا بواسطة يوجين غروبون.

## بيير جاليت

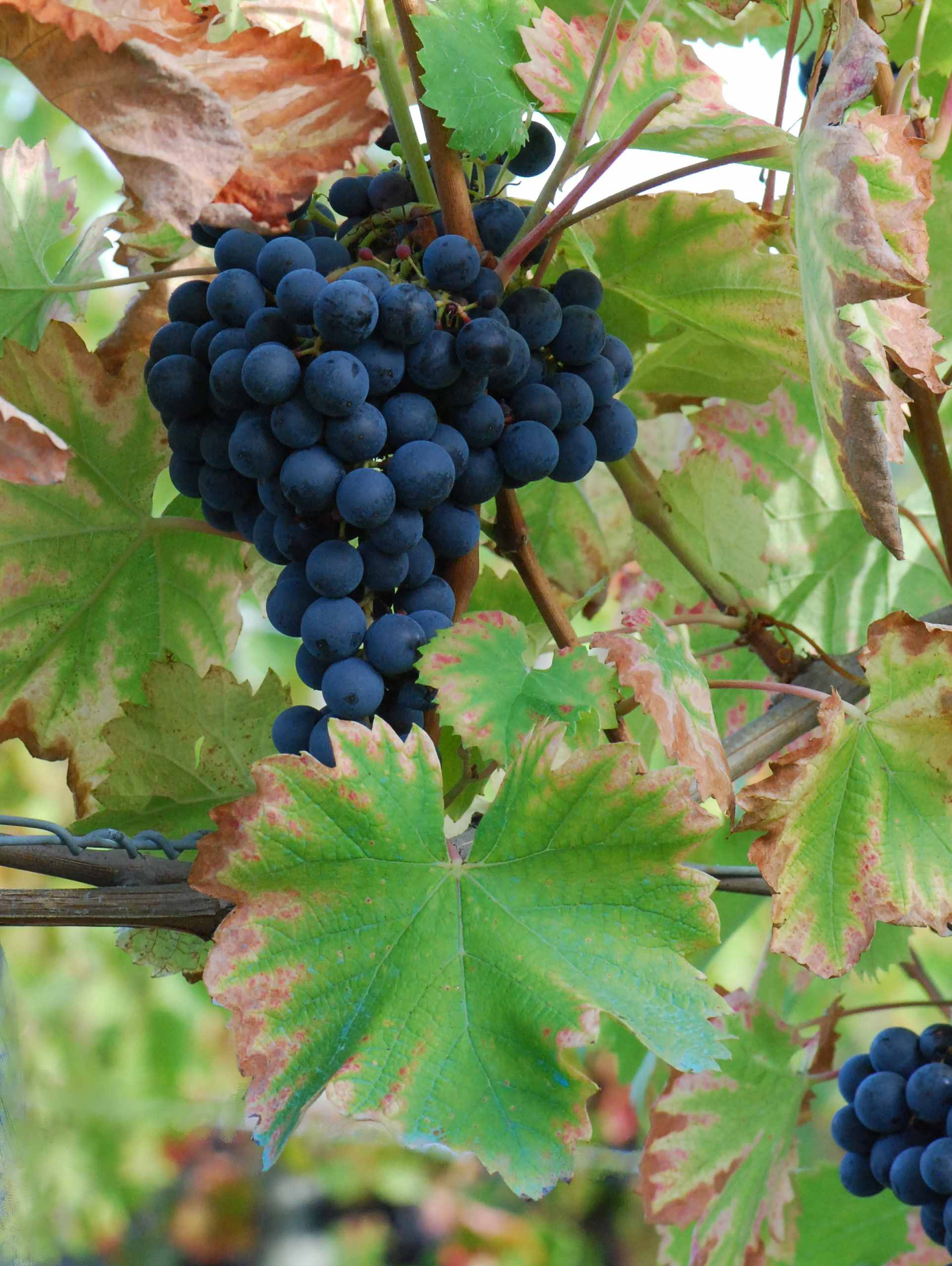
عنقود عنب أسود

حتى الحرب العالمية الثانية، كان علم زراعة العنب يعتبر فنًا، ثم قام بيير جاليت أحد العاملين بالمعهد العالي الوطني لعلم دراسة أصناف العنب في مونبيليه بطرح مجموعة منهجية من المعايير الخاصة بتحديد الكرمات. ويرتكز نظام جاليت على تحديد أشكال وملامح أوراق الكرمات وخصائص الفسيلات النامية وأطراف الفسيلة وأعناق الأوراق وجنس الزهور وشكل عناقيد العنب ولون وحجم وبذور العنب نفسه. وتعتبر حبات العنب أقل تأثرًا بالعوامل البيئية عن الأوراق والفسيلات، لكن من الواضح أن هذا لن يدوم طويلًا. وقد قام أيضًا بإدراج طعم العنب كمعيار يمكن من خلاله تحديد أنواع العنب، غير أن هذا المعيار يعتبر غير موضوعي.
وبعدها نشر جاليت كتابًا تعريفيًا، وهو علم دراسة أصناف العنب التطبيقي (Ampélographie Pratique)، في عام 1952، حيث قدم توضيحًا لحوالي 9600 نوع من كرمات العنب. وقد قام لوسي مورتون بترجمة كتاب علم دراسة أصناف العنب التطبيقي إلى الإنجليزية ونُشر عام 1979؛ ثم تم تحديثه مؤخرًا في عام 2000.

## علم دراسة أصناف العنب العالمي التاريخي التوضيحي
في عام 2012، قامت دار النشر الإيطالية لا أرتيستيكا إيديتريس بنشر موسوعة علم دراسة أصناف العنب العالمي التاريخي التوضيحي (Illustrated Historical Universal Ampelography)، وهي مجموعة مكونة من ثلاثة مجلدات تضم أهم الكتب التي تم تحريرها في فرنسا وإيطاليا في الفترة بين عامي 1800 و1900: علم دراسة أصناف العنب (Ampélographie) لبيير فيالا وفيكتور فيرموريل، وقسم الكرمات في بومونا الإيطالية (Pomona Italiana) بواسطة كونت جورجيو غاليسيو وعلم دراسة أصناف العنب الإيطالي (Ampelografia Itliana) الخاص بوزارة الزراعة الإيطالية. وتشتمل تلك الكتب على 551 لوحة ملونة للكرمات من كافة أنحاء العالم، مع نصوص الشرح الواردة بالإيطالية والإنجليزية، والتي تصف الخصائص الشكلية والزراعية لكل صنف من أصناف الكرمات، فضلًا عن مرادفات تلك الأصناف وصفاتها الغريبة التاريخية.

## الحمض النووي
احتلت الدكتورة كارول ميرديث الأستاذة في جامعة كاليفورنيا، دافيس مكانةً رائدة في استخدام البصمات الوراثية لتحديد الكرمات. ومن النجاحات الشهيرة التي أثمرت عنها هذه التقنية إثبات هوية أنواع العنب مثل عنب كاليفورنيا وبريميتيفو وسيرليجينك كاستيليناسكي، وكذلك تحديد أصول صنف سناجيوفيسي وهي سيليجيولي كالابريس مونتينيوفي. إلى جانب ذلك، كشفت مثل هذه الممارسات عن نظرة مفيدة في الأنماط التاريخية لعمليات التجارة ونظام الهجرة.
وتستخدم بصمة الحمض النووي (DNA) قطع الحمض النووي التي لا تؤثر على شكل العنب أو مذاقه. وقد حددت بعض الأعمال الحديثة الجينات المسؤولة عن ظهور الاختلافات بين أصناف الكرمات المختلفة كجينات VvMYBA1 وVvMYBA2 المسؤولة عن لون العنب أو جين VvGAI1 الذي يتحور في بعض الخلايا الموجودة في صنف بينو ميونير مقارنةً بصنف بينو نوير.

## كتابات أخرى
The original Galet Ampélographie Pratique is the definitive book, either in French or in English translation, but has long been out of print and does not include any DNA evidence.
- Rendu,Victor (1857) Ampélographie française Paris
- Galet, Pierre (1952) Précis d’Ampélographie Pratique
- Galet, Pierre trans. Lucie Morton (1979) A Practical Ampelography: Grapevine Identification Cornell University Press (English translation)
- Galet, Pierre ed. Pierre Roller (2000) Dictionnaire encyclopédique des cépages Hachette ISBN 2-01-236331-8 is an updated version
- Galet, Pierre (2002) Grape Varieties: A Study of Wine, Hachette Wine Library (Cassell), ISBN 0-304-36409-6 is a decent summary in English.
- Schneider, Anna; Mainardi, Giusi; Raimondi, Stefano; ed. (2012) Illustrated Historical Universal Ampelography, L'Artistica Editrice, Savigliano.
- Kerridge, George & Antcliff, Allan (1999) Wine Grape Varieties CSIRO Publishing, ISBN 0-643-05982-2 is a good book from Australia aimed at growers
- Jancis Robinson's Guide to Wine Grapes (OUP, ISBN 0-19-860098-4) is a cut-down version of her earlier Vines, Grapes & Wines: The Wine Drinker's Guide to Grape Varieties